# Stillington and Whitton
Stillington and Whitton är en civil parish i Storbritannien.   Den ligger i kommunen Borough of Stockton-on-Tees och riksdelen England, i den centrala delen av landet, 400 km norr om huvudstaden London.